# アイシュワリヤ・ラージャ・ラクシュミー・デビー
アイシュワリヤ・ラージャ・ラクシュミー・デビー（ネパール語: ऐश्वर्या राज्य लक्ष्मी देवी, ラテン文字転写: Aishwarya Rajya Lakshmi Devi、 1949年11月7日 - 2001年6月1日）は、ネパール王国の第10代君主ビレンドラ・ビール・ビクラム・シャハの王妃。

## 生涯
1949年11月7日、ラナ家の一員、ケンドラ・シャムシェル・ジャンガ・バハドゥル・ラナとその妻シュリー・ラージャ・ラクシュミー・シャハの長女として、カトマンズのラージムパットで誕生した。夫となるビレンドラとは、またいとこにあたる。すぐ下の妹コマルは、ビレンドラの弟ギャレンドラと結婚し、アイシュワリヤの後にネパールの王妃となった。末の妹プレクシャーも同じくビレンドラの弟ディレンドラと結婚したが、1980年代に離婚した。
1970年2月27日、ネパール王（当時は皇太子）ビレンドラと結婚した。その後、彼との間にディペンドラ、シュルティ、ニーラージャンが生まれた。1972年、マヘンドラ王の崩御により、ビレンドラが即位し、王妃となった。
2001年6月1日、アイシュワリヤは長男ディペンドラによって、夫ビレンドラ、長女シュルティ、次男ニーラージャン、他5人の王族とともに射殺された（ネパール王族殺害事件）。